# Научна литература
Научната литиратура е дял от литературата, имаща за цел да предаде научни знания или информация. Научна литература са учебниците, справочниците, енциклопедиите, монографиите и научните статии.